# Sharp County
Sharp County is een county in de Amerikaanse staat Arkansas.
De county heeft een landoppervlakte van 1.565 km² en telt 17.119 inwoners (volkstelling 2000). De hoofdplaats is Ash Flat.